# 大倉彩
大倉 彩（おおくら あや、11月25日 - ）は、日本の女性声優。大阪府出身。フリー。
2010年12月までメディアフォースに所属していた。血液型はA型。

## 出演作品

### テレビアニメ
- ガラスの仮面（白鳥令奈）
- ガン×ソード
- 花右京メイド隊 La Verite
- レ・ミゼラブル 少女コゼット（子供2）
- ロビーとケロビー（女性スタッフ）

### 吹き替え
- アグリー・ベティ4
- インクレディブル
- エンパイア（チチアナ）
- 恋するメゾン。〜Rainbow Rose〜
- 再見 また逢う日まで
- ザ・シークレット エージェント
- スコット・ピルグリム VS. 邪悪な元カレ軍団（ステイシー・ピルグリム〈アナ・ケンドリック〉）
- 戦場のレクイエム
- ダークライト（コナー）
- ハイスクール・ウルフ
- パフューム ある人殺しの物語（カミール）
- ヒューマン・トラフィック（アニー）
- フライト・デスティネーション（サラ）

### VO
- レジェンド

### ゲーム
- 幻想水滸伝IV（ビッキー）
- 幻想水滸伝V（ビッキー）
- THE 美少女シミュレーションRPG MoonLightTale（みさき）

### ラジオ
- 豊嶋真千子Earthly Paradise（DJ候補生2） コーナー出演

### ラジオCM
- 鬼怒川プラザホテル
- しにがみのバラッド。

### ラジオドラマ
- グローランサーIII

### 舞台
- 忠臣蔵
- パレード旅団
- サエ子とハマっ子（朗読）（サエコ）